# Nemzetközi Kongó Társaság
A Nemzetközi Kongó Társaságot (francia neve: Association Internationale du Congo) 1879. november 15-én hozta létre II. Lipót belga király, hogy részt vegyen a Kongó-folyó két partján fekvő területek feltárásában és meghódításában. A Társaság elődje a belga Comité d'études du Haut-Congo volt, amely elvileg tudományos kutatásokat végzett és humanitárius missziókat támogatott ugyanezen a területen. Mindkét társaság része volt a Nemzetközi Afrika-szövetségnek (Association Internationale Africaine), amelyet az európai országok 1876-ban hoztak létre a Kongó-vidék feltárása céljából.
A korábbi, részben tudományos, részben emberbaráti szándékból létrehozott szövetséggel ellentétben a Társaság egyetlen célja a Kongó-medence megszállása és az itt található nyersanyagok (elsősorban a kaucsuk, elefántcsont és réz) kiaknázása volt.
1885-ben a Berlini konferencia végén az európai nagyhatalmak elismerték a Társaság fennhatóságát az általa megszerzett területek felett. Mivel a társaság egyetlen tulajdonosa ekkor II. Lipót volt (aki korábban már kivásárolta a többi befektetőt), ezért az egész terület lényegében a magántulajdonába került. Lipót a Társasági területeken szervezte meg a közvetlen irányítása alatt álló Kongói Szabadállamot.

## Lásd még
- Belga Kongó
- Kongói Demokratikus Köztársaság